# Алкмена (Еврипид)
«Алкмена» (др.-греч. Ἀλκμήνη) — трагедия древнегреческого драматурга Еврипида (V век до н. э.), посвящённая мифам о Геракле. Её текст полностью утрачен.
Заглавная героиня — мифологический персонаж из рода Персеидов, мать Геракла. В пьесе рассказывалось о том, как Зевс сделал Алкмену своей возлюбленной, приняв облик её мужа Амфитриона. Возможно, пересказ трагедии содержится в фабуле № 29 «Мифов» Псевдо-Гигина (в этой версии, в отличие от других, Амфитрион на момент зачатия Геракла воевал с эхалийцами, а не с телебоями). До Еврипида трагедию с таким же названием написал Эсхил (её текст тоже утрачен).
Неизвестный греческий комедиограф написал пародию на «Алкмену», латинской переделкой которой стал «Амфитрион» Плавта.
Существует предположение, что сюжетно с «Алкменой» связана ещё одна трагедия Еврипида, «Ликимний», о содержании которой нет никаких надёжных данных.